# Новочерноглазовское (Юрьевский район)
Новочерноглазовское (укр. Новочорноглазівське) — село,
Алексеевский сельский совет,
Юрьевский район,
Днепропетровская область,
Украина.
Код КОАТУУ — 1225980309. Население по переписи 2001 года составляло 141 человек .

## Географическое положение
Село Новочерноглазовское находится на правом берегу безымянной пересыхающей речушки,
выше по течению на расстоянии в 1 км расположено село Ульяновка,
на противоположном берегу — село Сокольское.